# レインボーペガサス
レインボーペガサスは、日本の競走馬。おもな勝ち鞍は2008年きさらぎ賞、2011年関屋記念。

## 成績

### 2歳・3歳時代
2007年9月2日にデビュー。吉澤ステーブル育成スタッフの「来年のダービー馬」というコメントや、調教で跨った安藤勝己が絶賛していたことから注目される。しかし、デビュー3戦は北海道で芝の競走を使うも、勝ちきることは出来なかった。4戦目、初ダートで初勝利を挙げ、その後のもちの木賞ではレコード勝ちで2勝目を挙げる。朝日杯フューチュリティステークスに登録があったが回避し、交流JpnIの全日本2歳優駿に出走。しかしイイデケンシン、ディラクエに押さえられ3着に終わる。
2008年、久々の芝の競走であるきさらぎ賞に出走。芝よりもダートでの活躍が印象強かったために人気薄であったが、見事な差し切りで重賞初制覇を飾った。それまでは一介のダート馬という評価だったが、芝の競走でも過去に勝利こそないものの掲示板を外したことはなく、一概に不得意と言うわけではないことが証明された。その後続けて芝のスプリングステークスに出走するが、伸び切れずに7着だった。しかし、皐月賞では、先行勢有利の展開の上、前が詰まる不利がある中メンバー中最速の上り34.3の脚を見せ4着に食い込んだ。競走後、鞍上の安藤は「楽に2着はあったなあ」と悔しがるほどの手ごたえだった。そして、6月1日の日本ダービーに5番人気に支持される。皐月賞のような末脚を生かす競馬ではなく、先行してレースを進めるも直線で伸びず、ディープスカイの5着に終わった。
その後、菊花賞へ向けて函館競馬場で調整中だったが8月22日の調教中に右のトモをラチにぶつけてしまい、腸骨骨折と右腰角部裂創を発症してしまう。調教師サイドによると、全治は5-6か月とみられ年内復帰は絶望的となってしまった。

### 4歳時代
骨折休養明け初戦となった2009年3月8日の大阪城ステークスでは2番人気に推されたが、いいところなく7着に終わった。続く4月25日のオーストラリアトロフィーでは1番人気に推されるも、逃げるドリームサンデーを捉えきれず3着に敗れた。続く5月31日の目黒記念では道中3番手でレースを進めるも直線で伸びあぐねて4着に終わった。その後、準オープンクラスに降級となり、6月28日の垂水ステークスでは1番人気に推され、道中逃げるものの直線で失速して8着に敗れた。その後、全日本2歳優駿以来のダート戦となった柳都ステークスに出走したが、見せ場がなく13着と大敗した。その後、屈腱炎を発症し休養となった。

### 5歳時代
休養明け初戦となった2010年11月20日の修学院ステークスではスペルバインドとの3着同着であった。12月19日の尼崎ステークスでは2番人気に推されたが、13着と大敗した。

### 6歳時代
2011年1月15日の石清水ステークスでは道中2番手追走も逃げるクレバートウショウを捉えきれず2着に敗れた。2月13日の飛鳥ステークスでは2・3番手追走から抜け出すと後ろから追いあげてきたブラストダッシュをクビ差押さえて3年ぶりの勝利をあげた。半年の休養を挟んで出走した8月7日の関屋記念では好位追走から直線で早めに先頭に立って押し切り、きさらぎ賞以来3年半ぶりの重賞制覇を飾った。9月11日の京成杯オータムハンデキャップではフィフスペトルの3着となった。10月22日の富士ステークスでは先手を奪って逃げたが7着に沈んだ。11月20日のマイルチャンピオンシップでは好位で追走したが直線で伸びず12着と大敗した。

### 7歳時代
休養明け緒戦となった2012年8月12日の関屋記念は好位追走も直線まったく伸びず16着と大敗。その後2走した後、左第一指骨剥離骨折が判明、休養に入った。

### 9歳時代以降
2014年11月の武蔵野ステークスで約2年1か月ぶりに復帰したが、最下位の16着に敗れた。これが最後のレースとなり、2015年3月13日付けで競走馬登録を抹消された。引退後は三重県の名張トレーニングセンターで乗馬となる。その後、福井県のほんごう馬の里に移動した。

## 競走成績
| 年月日 | 年月日 | 年月日 | 競馬場 | 競走名          | 格       | 頭数 | オッズ （人気） | オッズ （人気） | 着順 | 騎手             | 斤量 | 距離（馬場）  | タイム （上り3F） | タイム 差 | 勝ち馬/（2着馬）     |
| 2007   | 9.     | 2      | 札幌   | 2歳新馬         |          | 14   | 1.7             | （1人）         | 4着  | 安藤勝己         | 54   | 芝1800m（良） | 1:56.2 (34.6)     | 0.4       | ヤマニンキングリー   |
|        | 9.     | 17     | 札幌   | 3歳未勝利       |          | 14   | 1.9             | （1人）         | 2着  | 安藤勝己         | 54   | 芝1800m（良） | 1:53.8 (36.5)     | 0.3       | グラーフ             |
|        | 9.     | 30     | 札幌   | 3歳未勝利       |          | 14   | 2.4             | （1人）         | 3着  | 柴山雄一         | 54   | 芝1800m（良） | 1:52.9 (36.8)     | 0.0       | クリールトルネード   |
|        | 10.    | 27     | 京都   | 3歳未勝利       |          | 16   | 1.8             | （1人）         | 1着  | 安藤勝己         | 55   | ダ1800m（稍） | 1:55.8 (37.4)     | -0.3      | （ナムラハーン）     |
|        | 11.    | 17     | 京都   | もちの木賞      | 500万下  | 13   | 2.7             | （1人）         | 1着  | 安藤勝己         | 55   | ダ1800m（良） | R1:52.6 (37.0)    | -0.4      | （ピエナエイム）     |
|        | 12.    | 19     | 川崎   | 全日本2歳優駿   | JpnI     | 12   | 2.2             | （1人）         | 3着  | 安藤勝己         | 55   | ダ1600m（良） | 1:42.0 (38.0)     | 0.2       | イイデケンシン       |
| 2008   | 2.     | 17     | 京都   | きさらぎ賞      | JpnIII   | 15   | 21.2            | （8人）         | 1着  | O.ペリエ         | 56   | 芝1800m（良） | 1:48.8 (34.7)     | -0.1      | （スマイルジャック） |
|        | 3.     | 23     | 中山   | スプリングS     | JpnII    | 16   | 9.4             | （4人）         | 7着  | 内田博幸         | 56   | 芝1800m（良） | 1:49.4 (35.2)     | 0.5       | スマイルジャック     |
|        | 4.     | 20     | 中山   | 皐月賞          | JpnI     | 18   | 13.5            | （5人）         | 4着  | 安藤勝己         | 57   | 芝2000m（良） | 2:02.1 (34.3)     | 0.4       | キャプテントゥーレ   |
|        | 6.     | 1      | 東京   | 東京優駿        | JpnI     | 18   | 9.5             | （5人）         | 5着  | 安藤勝己         | 57   | 芝2400m（良） | 2:27.1 (35.4)     | 0.4       | ディープスカイ       |
| 2009   | 3.     | 8      | 阪神   | 大阪城S         | OP       | 12   | 5.8             | （2人）         | 7着  | 安藤勝己         | 56   | 芝1800m（良） | 1:49.9 (35.1)     | 0.7       | マストビートゥルー   |
|        | 4.     | 25     | 京都   | オーストラリアT | OP       | 11   | 4.2             | （1人）         | 3着  | 安藤勝己         | 56   | 芝1800m（不） | 1:48.6 (35.6)     | 0.6       | ドリームサンデー     |
|        | 5.     | 31     | 東京   | 目黒記念        | GII      | 18   | 7.0             | （3人）         | 4着  | 安藤勝己         | 56   | 芝2500m（不） | 2:40.2 (39.4)     | 1.2       | ミヤビランベリ       |
|        | 6.     | 28     | 阪神   | 垂水S           | 1600万下 | 16   | 1.5             | （1人）         | 8着  | 安藤勝己         | 57   | 芝2000m（良） | 2:01.1 (37.2)     | 0.8       | テイエムアンコール   |
|        | 7.     | 18     | 新潟   | 柳都S           | 1600万下 | 15   | 4.5             | （3人）         | 13着 | 北村宏司         | 57   | ダ1800m（不） | 1:52.3 (36.3)     | 1.5       | トシナギサ           |
| 2010   | 11.    | 20     | 京都   | 修学院S         | 1600万下 | 15   | 27.4            | （9人）         | 3着  | 安藤勝己         | 57   | 芝1600m（良） | 1:33.3 (34.1)     | 0.0       | ダンツホウテイ       |
|        | 12.    | 19     | 阪神   | 尼崎S           | 1600万下 | 14   | 3.6             | （2人）         | 13着 | 藤岡佑介         | 57   | 芝1600m（良） | 1:35.0 (36.0)     | 1.5       | リクエストソング     |
| 2011   | 1.     | 15     | 京都   | 石清水S         | 1600万下 | 15   | 5.7             | （3人）         | 2着  | 安藤勝己         | 57   | 芝1600m（良） | 1:35.6 (34.4)     | 0.2       | クレバートウショウ   |
|        | 2.     | 13     | 京都   | 飛鳥S           | 1600万下 | 16   | 3.6             | （1人）         | 1着  | 安藤勝己         | 57   | 芝1800m（良） | 1:47.4 (35.9)     | 0.0       | （ブラストダッシュ） |
|        | 8.     | 7      | 新潟   | 関屋記念        | GIII     | 12   | 9.4             | （4人）         | 1着  | 安藤勝己         | 56   | 芝1600m（良） | 1:32.6 (34.0)     | 0.1       | （エアラフォン）     |
|        | 9.     | 11     | 中山   | 京成杯AH        | GIII     | 14   | 5.0             | （3人）         | 3着  | 安藤勝己         | 57.5 | 芝1600m（良） | 1:32.2 (35.2)     | 0.3       | フィフスペトル       |
|        | 10.    | 22     | 東京   | 富士S           | GIII     | 17   | 7.7             | （4人）         | 7着  | 安藤勝己         | 57   | 芝1600m（不） | 1:35.5 (35.9)     | 0.5       | エイシンアポロン     |
|        | 11.    | 20     | 京都   | マイルCS        | GI       | 18   | 60.7            | （15人）        | 12着 | I.メンディザバル | 57   | 芝1600m（稍） | 1:34.8 (35.7)     | 0.9       | エイシンアポロン     |
| 2012   | 8.     | 12     | 新潟   | 関屋記念        | GIII     | 18   | 26.6            | （9人）         | 16着 | 安藤勝己         | 56   | 芝1600m（良） | 1:32.9 (33.9)     | 1.4       | ドナウブルー         |
|        | 9.     | 9      | 中山   | 京成杯AH        | GIII     | 16   | 31.8            | （11人）        | 8着  | 安藤勝己         | 57   | 芝1600m（良） | 1:31.6 (33.9)     | 0.9       | レオアクティブ       |
|        | 10.    | 14     | 東京   | アイルランドT   | OP       | 13   | 11.8            | （7人）         | 7着  | 安藤勝己         | 58   | 芝2000m（良） | 1:59.4 (35.4)     | 0.7       | アカンサス           |
| 2014   | 11.    | 15     | 東京   | 武蔵野S         | GIII     | 16   | 255.4           | （15人）        | 16着 | 松岡正海         | 56   | ダ1600m（良） | 1:38.3 (39.3)     | 3.1       | ワイドバッハ         |

- タイム欄のRはレコード勝ちを示す。

## 血統表
| レインボーペガサスの血統サンデーサイレンス系 / Natalma5×5=6.25% | レインボーペガサスの血統サンデーサイレンス系 / Natalma5×5=6.25% | レインボーペガサスの血統サンデーサイレンス系 / Natalma5×5=6.25% | （血統表の出典）        | （血統表の出典） |
| 父 アグネスタキオン 1998 栗毛                                   | 父の父*サンデーサイレンス Sunday Silence 1986 青鹿毛            | Halo                                                            | Hail to Reason          | Hail to Reason   |
| 父 アグネスタキオン 1998 栗毛                                   | 父の父*サンデーサイレンス Sunday Silence 1986 青鹿毛            | Halo                                                            | Cosmah                  |                  |
| 父 アグネスタキオン 1998 栗毛                                   | 父の父*サンデーサイレンス Sunday Silence 1986 青鹿毛            | Wishing Well                                                    | Understanding           | Understanding    |
| 父 アグネスタキオン 1998 栗毛                                   | 父の父*サンデーサイレンス Sunday Silence 1986 青鹿毛            | Wishing Well                                                    | Mountain Flower         |                  |
| 父 アグネスタキオン 1998 栗毛                                   | 父の母アグネスフローラ 1987 鹿毛                                | *ロイヤルスキー Royal Ski                                       | Raja Baba               | Raja Baba        |
| 父 アグネスタキオン 1998 栗毛                                   | 父の母アグネスフローラ 1987 鹿毛                                | *ロイヤルスキー Royal Ski                                       | Coz o'Nijinsky          |                  |
| 父 アグネスタキオン 1998 栗毛                                   | 父の母アグネスフローラ 1987 鹿毛                                | アグネスレディー                                                | *リマンド               | *リマンド        |
| 父 アグネスタキオン 1998 栗毛                                   | 父の母アグネスフローラ 1987 鹿毛                                | アグネスレディー                                                | イコマエイカン          |                  |
| 母 ギャンブルローズ 1997 鹿毛                                   | 母の父*デインヒル Danehill 1986 鹿毛                            | ダンジグ Danzig                                                 | Northern Dancer         | Northern Dancer  |
| 母 ギャンブルローズ 1997 鹿毛                                   | 母の父*デインヒル Danehill 1986 鹿毛                            | ダンジグ Danzig                                                 | Pas de Nom              |                  |
| 母 ギャンブルローズ 1997 鹿毛                                   | 母の父*デインヒル Danehill 1986 鹿毛                            | Razyana                                                         | His Majesty             | His Majesty      |
| 母 ギャンブルローズ 1997 鹿毛                                   | 母の父*デインヒル Danehill 1986 鹿毛                            | Razyana                                                         | Spring Adieu            |                  |
| 母 ギャンブルローズ 1997 鹿毛                                   | 母の母ユキノローズ 1982 鹿毛                                    | *ミルジョージ Mill George                                       | Mill Reef               | Mill Reef        |
| 母 ギャンブルローズ 1997 鹿毛                                   | 母の母ユキノローズ 1982 鹿毛                                    | *ミルジョージ Mill George                                       | Miss Charisma           |                  |
| 母 ギャンブルローズ 1997 鹿毛                                   | 母の母ユキノローズ 1982 鹿毛                                    | バンブーネラ                                                    | *ポリック               | *ポリック        |
| 母 ギャンブルローズ 1997 鹿毛                                   | 母の母ユキノローズ 1982 鹿毛                                    | バンブーネラ                                                    | クインバンブー F-No.4-r |                  |

母のギャンブルローズは京都牝馬ステークスと中京記念で3着となっている。産駒はレインボーペガサスのみでその後亡くなっている。祖母のユキノローズは中山牝馬ステークス勝ち馬である。